# Janvier 1963
Cette page présente les faits marquants du mois de janvier 1963.

## Évènements
- Visite du Premier ministre chinois Zhou Enlai à Bamako.

- 1er janvier : 
  - Retour à l’appellation « francs » sur les billets de banque français, en remplacement du terme « nouveaux francs »[1].

- 2 janvier : 
  - Les États-Unis proposent d'étendre à la France les accords de Nassau.
  - Viêt Nam : bataille d'Ap Bac. Premières victoires du Việt Cộng.

- 3 janvier, France : création de la Cour de sûreté de l'État.

- 6 janvier : le régime présidentiel est rétabli par référendum au Brésil. Le ressentiment de l’armée grandit, d’autant plus que la situation économique se dégrade et que le président João Goulart se montre incapable de stabiliser le pays. La vie politique se polarise et le président s’appuie de plus en plus sur la gauche dont l’audience s’affirme. Sa tentative de mobiliser les paysans en lançant une campagne de syndicalisation s’avère menaçante pour les grands propriétaires.

- 13 janvier : 
  - Coup d'État militaire au Togo. Assassinat du président Sylvanus Olympio.
  - Fin de la sécession de l'État du Katanga. Moïse Tshombe, son président, quitte Élisabethville investie par les forces de l'ONU pour la Rhodésie du Nord[2]. Réunification du Congo-Kinshasa après trois ans de guerre civile et de médiations diplomatique. Les dirigeants séparatistes du Katanga et du Sud-Kasaï sont réintégrés dans la classe dirigeante « nationale ». Rébellion des lumumbistes contre le régime « néo-colonial ». Ils réussissent à soulever les paysans et contrôlent la moitié du territoire du Congo en 1964.

- 14 janvier :
  - le général de Gaulle refuse la création d’une force nucléaire multilatérale proposée par les États-Unis;
  - Charles de Gaulle rejette la candidature du Royaume-Uni au Marché commun.

- 15 janvier : fin de la deuxième crise de Berlin : Nikita Khrouchtchev renonce à signer une paix séparée avec la RDA.

- 18 janvier : mort de Hugh Gaitskell. Harold Wilson prend la tête des travaillistes au Royaume-Uni.

- 23 janvier : insurrection de la Guinée portugaise.

- 26 janvier (Iran) : référendum sur la Révolution blanche mise en place par le chah Mohammad Reza Pahlavi pour moderniser le pays.

- 29 janvier : sous la pression de la France, les six pays de la CEE ajournent sine die les négociations sur l’adhésion du Royaume-Uni.

## Naissances
- 3 janvier : 
  - New Jack, catcheur américain († 14 mai 2021).
  - Chantal Lamarre, actrice et animatrice canadienne.
- 4 janvier : Till Lindemann, chanteur du groupe Rammstein.
- 6 janvier : Philippe Perrin, spationaute français.
- 7 janvier : Rand Paul, sénateur des États-Unis pour le Kentucky depuis 2011.
- 17 janvier : Kai Hansen, guitariste allemand de Heavy Speed Metal, notamment dans Helloween et Gamma Ray.
- 19 janvier : Steve Peters (en),  président de l'Assemblée législative de l'Ontario.
- 20 janvier : 
  - James Denton, acteur américain notamment dans Desperate Housewives.
  - David Baszucki, inventeur américain.
- 22 janvier : 
  - Jerry Craft auteur de bande dessinée US.
  - Éric Mura, footballeur français défenseur 1983-2001.
  - Jean-Frédéric Poisson maire de Rambouillet.
- 23 janvier : 
  - Frédéric Sawicki politologue CNRS-Sorbonne.
  - Gail O'Grady, actrice et productrice américaine.
  - Marcel Sollberger artiste.
- 24 janvier :
  - Isabelle Dourthe lutteuse française.
  - Alexander Markov violoniste russe.
  - Valentine Demy actrice porno italienne.
- 26 janvier : Andrew Ridgeley, chanteur et guitariste britannique.

## Décès
- 1er janvier : Helen Saunders, peintre britannique (° 4 avril 1885).
- 2 janvier : Albert Loriol, peintre français (° 21 octobre 1882).
- 3 janvier : Jack Carson, acteur.
- 7 janvier : György Gál, un journaliste hongrois (º 14 juin 1912)
- 13 janvier :
  - Sylvanus Olympio, président du Togo, assassiné (° 1901).
  - Sonny Clark, pianiste de jazz américain (° 1931).
- 16 janvier : Ike Quebec, saxophoniste de jazz américain (° 17 août 1918).
- 23 janvier : Józef Gosławski, sculpteur et médailleur polonais (° 1908).
- 29 janvier : Robert Frost, poète américain (° 1874).
- 30 janvier : Francis Poulenc, compositeur français (° 1899).